# Turista del amor
Turista del amor (también conocido como Jotdog II: Turista del amor), es el segundo álbum de estudio del grupo musical mexicano Jotdog, lanzado el 27 de septiembre del 2011 a nivel mundial bajo el sello discográfico OCESA Sei Track. Los sencillos lanzados fueron «Lluvia de estrellas», «Turista del amor», «Corazón de metal» y «Sucédeme». Según el grupo, Turista del amor deja un poco el estilo electropop del disco anterior, conteniendo elementos orgánicos como el piano y la guitarra eléctrica.

## Lista de canciones
| N.º   | Título                | Escritor(es)                | Duración |  |
| 1.    | «Turista del Amor»    | María Barracuda Jorge Amaro | 4:02     |  |
| 2.    | «Gueisha Vaquera»     | Barracuda Amaro             | 3:43     |  |
| 3.    | «Corazón de metal»    | Barracuda Amaro             | 3:48     |  |
| 4.    | «Nada me Importa»     | Barracuda Amaro             | 3:48     |  |
| 5.    | «Perdóname»           | Barracuda Amaro             | 3:56     |  |
| 6.    | «Al Final (Sonderé)»  | Barracuda Amaro             | 4:13     |  |
| 7.    | «Lluvia de Estrellas» | Barracuda Amaro             | 3:25     |  |
| 8.    | «Ya Se Murió»         | Barracuda Amaro             | 4:01     |  |
| 9.    | «Sucédeme»            | Barracuda Amaro             | 3:59     |  |
| 10.   | «Quédate Aquí»        | Barracuda Amaro             | 3:25     |  |
| 11.   | «Dáme tu Cariño»      | Barracuda Amaro             | 3:47     |  |
| 40:17 |                       |                             |          |  |

## Nominaciones
| Año  | Entrega       | Categoría            | Nominación       | Resultado | Ref.  |
| ---- | ------------- | -------------------- | ---------------- | --------- | ----- |
| 2012 | Grammy Latino | Mejor Álbum Pop/Rock | Turista del amor | Nominado  | [ 3 ] |

## Historial de lanzamiento
| País              | Fecha                    | Formato(s)       | Sello           | Ref.  |
| ----------------- | ------------------------ | ---------------- | --------------- | ----- |
| Bandera de México | 27 de septiembre de 2011 | CD               | OCESA Sei Track |       |
|                   | 17 de enero de 2012      | Descarga digital | OCESA Sei Track | [ 4 ] |